# Ernst Theodor Rodenacker
Ernst Theodor Rodenacker (ur. 2 kwietnia 1837 w Gdańsku, zm. 16 lutego 1894 w Gdańsku) – gdański kupiec, armator i kolekcjoner dzieł sztuki, włoski urzędnik konsularny.

## Życiorys
Syn Wilhelma Theodora Rodenackera i Johanny (Jenny) Louise Mix. Właściciel firmy żeglugowej Th. Rodenacker w Gdańsku (1872-). Pełnił szereg funkcji, m.in. agenta konsularnego Włoch w Gdańsku (1867-1890), członka Rady Miejskiej (1862–1884) i Korporacji Kupców Gdańskich (Die Korporation der Kaufmannschaft zu Danzig). Zgromadził kolekcję dzieł sztuki z XVI-XIX wieku, głównie grafik Behama, Dürera, van Dijcka i Rembrandta, obecnie w kolekcjach wielu muzeów, m.in. The British Museum w Londynie, Metropolitan Museum of Art w Nowym Jorku czy Museum of Fine Arts w Bostonie.